# Magallanes (Agusan del Norte)
Magallanes is een gemeente in de Filipijnse provincie Agusan del Norte op het eiland Mindanao. Bij de laatste census in 2007 had de gemeente bijna 21 duizend inwoners.

## Geografie

### Bestuurlijke indeling
Magallanes is onderverdeeld in de volgende 8 barangays:
- Buhang
- Caloc-an
- Guiasan
- Poblacion
- Taod-oy
- Marcos
- Santo Niño
- Santo Rosario

## Demografie
Magallanes had bij de census van 2007 een inwoneraantal van 20.930 mensen. Dit zijn 1.035 mensen (5,2%) meer dan bij de vorige census van 2000. De gemiddelde jaarlijkse groei komt daarmee uit op 0,70%, hetgeen lager is dan het landelijk jaarlijks gemiddelde over deze periode (2,04%). Vergeleken met de census van 1995 is het aantal mensen met 3.407 (19,4%) toegenomen.

De bevolkingsdichtheid van Magallanes was ten tijde van de laatste census, met 20.930 inwoners op 44,31 km², 472,4 mensen per km².